# Karpaty-2 Lwów
Karpaty-2 Lwów (ukr. Футбольний клуб «Карпати-2» Львів, Futbolnyj Kłub "Karpaty-2" Lwiw) – ukraiński klub piłkarski z siedzibą we Lwowie. Jest drugim zespołem klubu Karpaty Lwów.
Występuje w rozgrywkach ukraińskiej Druhiej-lihi. 

## Historia
Chronologia nazw:
- 1997—...: Karpaty-2 Lwów (ukr. «Карпати-2» Львів)

Klub Karpaty-2 Lwów zaczął występować w rozgrywkach Drugiej Lihi od sezonu 1997/98. W 2001 roku Karpaty-2 Lwów zajął w Pierwszej Lidze miejsce rozformowanego FK Lwów, który był założony w 1992 roku. Miejsce Karpaty-2 Lwów w Drugiej Lidze zastąpił dopiero założony trzeci zespół Karpaty-3 Lwów, który 15 lipca 2003 roku zmienił nazwę na Hałyczyna-Karpaty. W 2004 roku Karpaty Lwów został zdegradowany do Pierwszej Lihi, dlatego Karpaty-2 Lwów było zmuszone zacząć rozgrywki w Drugiej Lihi. Hałyczyna-Karpaty Lwów jako trzeci zespół klubowy "Karpat" przestał występować w rozgrywkach profesjonalnych (nadal występuje w rozgrywkach amatorskich jako Hałyczyna Lwów).

## Sukcesy
Ukraina
- 12 miejsce w Pierwszej Lidze (1x):

2001/02

## Statystyki
| Sezon   | Rozgrywki   | Miejsce | Uwagi                                                                     |
| ------- | ----------- | ------- | ------------------------------------------------------------------------- |
| 1997/98 | Druha Liha  | 3       |                                                                           |
| 1998/99 | Druha Liha  | 8       |                                                                           |
| 1999/00 | Druha Liha  | 8       |                                                                           |
| 2000/01 | Druha Liha  | 8       | zamienił FK Lwów w Pierszej Lidze                                         |
| 2000/02 | Persza Liha | 12      |                                                                           |
| 2002/03 | Persza Liha | 13      |                                                                           |
| 2003/04 | Persza Liha | 16      | tak jak Karpaty spadł do Pierszej Lihi musiał opuścić się do niższej ligi |
| 2004/05 | Druha Liha  | 3       |                                                                           |
| 2005/06 | Druha Liha  | 5       |                                                                           |
| 2006/07 | Druha Liha  | 8       |                                                                           |
| 2007/08 | Druha Liha  | 15      |                                                                           |

## Inne
- Karpaty Lwów
- FK Lwów
- Hałyczyna Lwów